# Thommy Berggren
Thommy Berggren (født 12. august 1937 i Mölndal) er en pensioneret svensk skuespiller og filminstruktør, der gennem sin lange filmkarriere er kendt for roller som "Sixten Sparre" i Elvira Madigan (1967), som "August Strindberg" i tv-serien Strindberg – et liv (1985) og som "Erik Bergman" i filmen Søndagsbarn (1992).

## Biografi
Thommy Berggren er søn af William Berggren (1900–1963, tidligere leder af Sjöfartsverket) og fabriksarbejderen Annie, født Berntsson (1908–1996), der var gift i to omgange. Voksede op på Sjömansgatan i Masthugget og rejste et par år til søs i sin ungdom for herefter at arbejde på fabrik. Han studerede skuespil på Pickwickklubbens teaterskola i Göteborg og spillede teater på Atelierteatern. Han blev optaget på Göteborgs stadsteaters elevskole i 1956 og fuldførte uddannelsen i 1958.
Efter eksamen blev han ansat på Göteborgs stadsteater i 1959, hvor han arbejdede, indtil han blev engageret på Dramaten i Stockholm i 1963. Den første rolle på Dramaten var som "unge Nick" i Ingmar Bergmans produktion af Edward Albees skuespil Hvem er bange for Virginia Woolf?. I samme periode indledte han sin filmkarriere og optrådte i flere store 60'er-produktioner, blandt andet i Bo Widerbergs Ravnekvarteret (1963), Heja Roland! (1966) og ikke mindst i Elvira Madigan (1967) sammen med en helt ung Pia Degermark. Samarbejdet med Widerberg fortsatte i mange år, men deres sidste fælles filmproduktion, Svart och rött, resulterede ikke i nogen færdig film.
Thommy Berggren debuterede som teaterinstruktør med Harold Pinters skuespil Hjemkomsten på Dramaten i 1993, og han fortsatte med at instruere teater frem til sin pensionering. Han har blandt andet instrueret Strindbergs Fröken Julie (2005), med Mikael Persbrandt og Maria Bonnevie i hovedrollerne på Dramaten samt Pinters Viceværten (2001), Hjemkomsten (2006), Henrik Ibsens Vildanden (2008) og Samuel Becketts Mens vi venter på Godot (2009) alle på Stockholms stadsteater.
Thommy Berggren var 1964 til 1969 gift med Ulla Langstedt (f. 1945), men har i de sidste mange år været samlevende med tv-kokken Monika Ahlberg (f. 1961), som han har tre børn med.
Han udgav i 2017 biografien Tommy, hvor han blandt andet forklarer, hvorfor stavemåden "Thommy" er ændret tilbage til "Tommy".

## Priser
Berggren har modtaget flere priser gennem tiden, blandt andet Teaterförbundets Daniel Engdahl-stipendium (1961), en guldbagge som bedste mandlige skuespiller i Heja Roland! (1966), Svenska Akademiens Carl Åkermarks stipendium (1989), Dramatens O’Neill-stipendium (1990), Svenska Dagbladets Thaliapris (1994) og en guldbagge for bedste mandlige birolle i Glaspusterens børn (1998). I 2015 blev han tildelt Svenska Akademiens teaterpris.

## Kuriosa
Rockmusikeren Ulf Lundell synger "Jag ska göra Thommy Berggren / till kulturminister" i sangen "En bättre värld" fra albummet Högtryck.
I 2010 skulle Thommy Berggren instruere en teaterforestilling med og om Mikael Persbrandt på Oscarsteatern i Stockholm, men forestillingen fik aldrig premiere. I 2017 lavede filminstruktøren Fijona Jonuzi filmen Den störste, der handler om fiktive teaterprøver mellem Berggren og Persbrandt; rollerne spillet af de kvindelige skuespillere Eva Johansson og Louise Löwenberg. Foruden Johansson og Löwenberg som "Micke & Thommy", medvirker også Malin Persson og Iwa Boman.

## Filmografi (udvalg)
- 2013 - Godheten – sig selv
- 2003 - Kontorstid – Bill
- 2002 - Muraren (dokumentarfilm) – sig selv
- 1999 - Offer och gärningsmän (tv-serie) – Fredrik Berg
- 1998 - Liv till varje pris – En film om Bo Widerberg (dokumentarfilm) – sig selv
- 1998 - Glaspusterens børn – Herskeren
- 1994 - Onkel Vanja – Ivan Petrovitj Vojnitskij (Onkel Vanja)
- 1992 - Maskeraden (tv-stykke) – Gustav III
- 1992 - Søndagsbarn – Erik Bergman
- 1988 - Faderen – Ritmesteren
- 1987 - Hjärtat – faderen i familien
- 1986 - Gösta Berlings saga (tv-serie) – Gösta Berling
- 1985 - Strindberg – et liv (tv-serie) – August Strindberg
- 1983 - Bjerget på månens bagside – Maxim Kovalevskij
- 1979 - Kristoffers hus – Kristoffer Collin
- 1975 - Giliap – Giliap
- 1971 - Joe Hill – Joe Hill
- 1969 - Fröken Julie – Jean
- 1968 - Svarta palmkronor – Colett (sømand)
- 1967 - Elvira Madigan – Sixten Sparre
- 1966 - Heja Roland! – Roland Jung
- 1965 - Kärlek 65 – en skuespiller
- 1963 - Ravnekvarteret – Anders
- 1963 - Barnevognen – Björn
- 1961 - Pärlemor – Jan Wæbel